# Timothy Pickering
Timothy Pickering (ur. 17 lipca 1745 w Salem, Massachusetts, zm. 29 stycznia 1829 tamże) – amerykański prawnik i polityk.
W gabinecie prezydenta George’a Washingtona pełnił kolejno funkcje poczmistrza generalnego, sekretarza wojny i sekretarza stanu. Tę ostatnią pozycję sprawował również w gabinecie prezydenta Johna Adamsa do 12 maja 1800 roku.
W latach 1803–1811 reprezentował stan Massachusetts w Senacie Stanów Zjednoczonych, a w latach 1813–1817 był przedstawicielem tego stanu w Izbie Reprezentantów.